# Bolzsee bei Oldenstorf
Bolzsee bei Oldenstorf este o arie protejată (arie specială de conservare — SAC, sit de importanță comunitară — SCI) din Germania întinsă pe o suprafață de 13 ha, integral pe uscat.

## Localizare
Centrul sitului Bolzsee bei Oldenstorf este situat la coordonatele 53°39′00″N 12°06′14″E / 53.65°N 12.1039°E.

## Înființare
Situl Bolzsee bei Oldenstorf a fost declarat sit de importanță comunitară în decembrie 1999 pentru a proteja 1 specie de plante. Situl a fost protejat și ca arie specială de conservare în august 2016.

## Biodiversitate
Situată în ecoregiunea continentală, aria protejată conține 1 habitat natural: Ape stătătoare oligotrofe până la mezotrofe, cu vegetație de Littorelletea uniflorae și/sau de Isoëto-Nanojuncetea.
La baza desemnării sitului se află o specie protejată de  plante: Luronium natans
Pe lângă speciile protejate, pe teritoriul sitului au mai fost identificate 3 specii de plante.